# Viktor Pečovský
Viktor Pečovský, né le 24 mai 1983 à Brezno en Tchécoslovaquie, est un footballeur international slovaque, qui évolue au poste de milieu défensif.

## Biographie

### Carrière en club
Viktor Pečovský dispute deux matchs en Ligue des champions, et 22 matchs en Ligue Europa, pour un but inscrit.

### Carrière internationale
Viktor Pečovský compte 30 sélections et 1 but avec l'équipe de Slovaquie depuis 2012. 
Il est convoqué pour la première fois en équipe de Slovaquie par les sélectionneurs nationaux Stanislav Griga et Michal Hipp, pour un match amical contre le Danemark le 15 août 2012. Il entre à la 46e minute de la rencontre, à la place de Juraj Kucka (victoire 3-1).
Par la suite, le 6 septembre 2013, il inscrit son premier but en sélection contre la Bosnie-Herzégovine, lors d'un match des éliminatoires de la Coupe du monde 2014 (victoire 1-0).

## Palmarès
- Avec le Dukla Banská Bystrica
  - Champion de Slovaquie de D2 en 2003
  - Vainqueur de la Coupe de Slovaquie en 2005

- Avec le MŠK Žilina
  - Champion de Slovaquie en 2012 et 2017
  - Vainqueur de la Coupe de Slovaquie en 2012
  - Vainqueur de la Supercoupe de Slovaquie en 2012